# Gates Mills
Gates Mills est une petite ville dans le comté de Cuyahoga dans l'État américain de l'Ohio. Il fait partie de la banlieue de Cleveland. Sa population était de 2 493 habitants au recensement de 2000.

## Enseignement
Gates Mills fait partie du district scolaire de Mayfield City, avec Highland Heights, Mayfield Heights et Mayfield Village. Gates Mills abrite ainsi deux écoles élémentaires de ce district.
Gates Mills possède également deux écoles privées qui desserve le Grand Cleveland :
- Gilmour Academy, une école catholique romaine avec une école primaire et secondaire (lower, middle et high scholl).
- Hawken School, le campus de l'upper school de Hawken School à Lyndhurst. Le campus est physiquement situé à Chesterland, mais son adresse postale est du côté de la route qui marque la séparation des deux comtés.

## Personnalités liées à la ville
- Eric Carmen, chanteur et compositeur, connu pour ses titres à succès comme All by Myself, "Go All The Way", "Almost Paradise" et "Hungry Eyes"  vit à Gates Mills.
- O. J. McDuffie, ancien joueur de football américain pour les Miami Dolphins, a joué dans l'équipe lycéenne d'Hawken School.
- Melanie Valerio, nageuse, médaille d'or du relais féminin du 4x100 mètres libre aux Jeux olympiques de 1996 à Atlanta.
- Bob Feller, ancien lanceur des Cleveland Indians a toujours vécu à Gates Mills depuis qu'il est joueur.

## Source
- (en) Cet article est partiellement ou en totalité issu de l’article de Wikipédia en anglais intitulé « Gates Mills, Ohio » (voir la liste des auteurs).